# Klaus-Berto von Doemming
Klaus-Berto von Doemming (* 3. August 1915 in Koblenz; † 28. Januar 1993, auch Claus Berto von Doemming) war ein deutscher Jurist und Ministerialbeamter, der bis zum Staatssekretär aufstieg.

## Leben
Seine Eltern waren der kgl. preuß. Hauptmann a. D. Albert von Doemming (* 1877; † 1925) und dessen zweite Ehefrau Anna Schönian aus Osnabrück. Die erste Ehefrau des Vaters, Editha Hubbe, war früh verstorben. Klaus-Berto hatte einen Halbbruder und eine Halbschwester, sowie eine Schwester und einen jüngeren Bruder. Der Großvater Karl Albert von Doemming (* 1846; † 1925) hatte 1908 zu Achilleion (Korfu) den preußischen Adelsstand erhalten, hatte mehrere Funktionen inne, war u. a. kgl. preuß. Wirklicher Geheimer Rat, Ministerialdirektor a. D., stellv. Präsident der Akademie des Bauwesens. Die anderen genealogischen Doemming-Linien wurden zu unterschiedlichen Jahren nobilitiert und hatten zuvor zur Namensführung von Doemming die Genehmigung erhalten.
Doemming besuchte das Realgymnasium Koblenz und studierte Rechtswissenschaften an der Rheinischen Friedrich-Wilhelms-Universität Bonn und an der Ruprecht-Karls-Universität Heidelberg. Er wurde 1944 Richter am Landgericht Koblenz und trat 1946 in die Verwaltung des Landes Rheinland-Pfalz ein. 1948 war er als Mitarbeiter von Adolf Süsterhenn am Verfassungskonvent auf Herrenchiemsee beteiligt. Von 1949 bis 1954 wirkte er in Bonn als Stellvertreter des Bevollmächtigten des Landes Rheinland-Pfalz beim Bund. Von 1954 bis 1963 war er in Mainz ständiger Vertreter des rheinland-pfälzischen Ministers für Unterricht und Kultus, von 1963 bis 1967 amtierte er als Staatssekretär zunächst im Innenministerium, danach bis 1971 im Kultusministerium und schließlich im Justizministerium. Er trat 1980 in den Ruhestand und wurde im gleichen Jahr mit dem Großen Bundesverdienstkreuz ausgezeichnet.

## Werke (Auszug)
- mit Rudolf Füsslein, Werner Matz: Entstehungsgeschichte der Artikel des Grundgesetzes. In: Gerhard Leibholz, Hermann von Mangoldt (Hrsg.): Jahrbuch des öffentlichen Rechts der Gegenwart. Neue Folge, Band 1, Tübingen 1951.[2]

## Genealogie
- Gothaisches Genealogisches Taschenbuch der Adeligen Häuser. Zugleich Adelsmatrikel der D.A.G. Teil B (Briefadel). 1939. Einunddreißigster Jahrgang, Justus Perthes, Gotha 1938, S. 119.